# Rhionaeschna nubigena
Rhionaeschna nubigena – gatunek ważki z rodziny żagnicowatych (Aeshnidae). Występuje na terenie Ameryki Południowej.